# Prvenstvo šest nacija
Prvenstvo šest nacija je najznačajnije natjecanje u rugbyu. Igra se po pravilima rugby unije (Rugby Union), 
tj. s 15 igrača.
Zemlje koje se natječu u Kupu 6 nacija jesu: Engleska (1883.), Irska (1883.), Škotska (1883.), Wales (1883.), 
Francuska (1910.) i Italija (2000.).
Ovisno o broju sudionika natjecanje se zvalo: 

1883. – 1909. 4 nacije 

1910. – 1931. 5 nacija 

1934. – 1939. 4 nacije 

1947. – 1999. 5 nacija 

2000.-        6 nacija
Kup se igra ligaškim sustavom, te ako neke ekipe imaju jednak broj bodova, dijele plasman.

## Osvajači odličja
| Godina                  | Pobjednik                              | Drugoplasirani             | Trećeplasirani          |
| 4 nacije (Home Nations) | 4 nacije (Home Nations)                | 4 nacije (Home Nations)    | 4 nacije (Home Nations) |
| ----------------------- | -------------------------------------- | -------------------------- | ----------------------- |
| 1883.                   | Engleska                               | Škotska                    | Irska Wales             |
| 1884.                   | Engleska                               | Škotska                    | Wales                   |
| 1885.                   | Škotska                                | Engleska                   | Wales                   |
| 1886.                   | Engleska Škotska                       |                            | Irska Wales             |
| 1887.                   | Škotska                                | Wales                      | Engleska Irska          |
| 1888.                   | Irska Škotska Wales                    |                            |                         |
| 1889.                   | Škotska                                | Wales                      | Engleska Irska          |
| 1890.                   | Engleska Škotska                       |                            | Wales                   |
| 1891.                   | Škotska                                | Engleska                   | Wales                   |
| 1892.                   | Engleska                               | Škotska                    | Irska                   |
| 1893.                   | Wales                                  | Škotska                    | Engleska                |
| 1894.                   | Irska                                  | Engleska Škotska Wales     |                         |
| 1895.                   | Škotska                                | Engleska                   | Wales                   |
| 1896.                   | Irska                                  | Engleska                   | Škotska Wales           |
| 1897.                   | Engleska Irska Škotska Wales           |                            |                         |
| 1898.                   | Engleska Škotska                       |                            | Irska Wales             |
| 1899.                   | Irska                                  | Škotska                    | Wales                   |
| 1900.                   | Wales                                  | Engleska                   | Škotska                 |
| 1901.                   | Škotska                                | Wales                      | Irska                   |
| 1902.                   | Wales                                  | Engleska                   | Irska                   |
| 1903.                   | Škotska                                | Wales                      | Irska                   |
| 1904.                   | Škotska                                | Engleska Wales             |                         |
| 1905.                   | Wales                                  | Irska                      | Škotska                 |
| 1906.                   | Irska Škotska Wales                    |                            |                         |
| 1907.                   | Škotska                                | Wales                      | Irska                   |
| 1908.                   | Wales                                  | Engleska Irska Škotska     |                         |
| 1909.                   | Wales                                  | Škotska                    | Irska                   |
| 5 nacija                |                                        |                            |                         |
| 1910.                   | Škotska Wales                          | Irska                      | Engleska                |
| 1911.                   | Wales                                  | Irska                      | Engleska                |
| 1912.                   | Engleska Irska                         |                            | Škotska Wales           |
| 1913.                   | Engleska                               | Wales                      | Škotska                 |
| 1914.                   | Engleska                               | Irska Wales                | Wales                   |
| 1915. – 1919.           | nije igrano                            | nije igrano                | nije igrano             |
| 1920.                   | Engleska Škotska Wales                 |                            |                         |
| 1921.                   | Engleska                               | Francuska Wales            |                         |
| 1922.                   | Wales                                  | Engleska                   | Škotska                 |
| 1923.                   | Engleska                               | Irska Škotska              |                         |
| 1924.                   | Engleska                               | Irska Škotska              |                         |
| 1925.                   | Škotska                                | Engleska Irska             |                         |
| 1926.                   | Irska Škotska                          |                            | Wales                   |
| 1927.                   | Irska Škotska                          |                            | Engleska Wales          |
| 1928.                   | Engleska                               | Irska                      | Francuska Škotska Wales |
| 1929.                   | Škotska                                | Irska Wales                |                         |
| 1930.                   | Engleska                               | Francuska Irska Wales      |                         |
| 1931.                   | Wales                                  | Francuska Irska Škotska    |                         |
| 4 nacije (Home Nations) |                                        |                            |                         |
| 1932.                   | Wales                                  | Engleska                   | Irska                   |
| 1933.                   | Irska Škotska                          | Engleska Wales             |                         |
| 1934.                   | Engleska                               | Wales                      | Škotska                 |
| 1935.                   | Irska                                  | Engleska Wales             |                         |
| 1936.                   | Wales                                  | Irska                      | Engleska                |
| 1937.                   | Engleska                               | Irska                      | Škotska                 |
| 1938.                   | Škotska                                | Wales                      | Engleska                |
| 1939.                   | Irska                                  | Engleska                   | Wales                   |
| 5 nacija                |                                        |                            |                         |
| 1940. – 1946.           | nije igrano                            | nije igrano                | nije igrano             |
| 1947.                   | Engleska Irska                         |                            | Francuska Wales         |
| 1948.                   | Irska                                  | Francuska Škotska          |                         |
| 1949.                   | Irska                                  | Engleska Francuska Škotska |                         |
| 1950.                   | Wales                                  | Škotska                    | Francuska               |
| 1951.                   | Francuska Irska Wales                  |                            |                         |
| 1952.                   | Wales                                  | Engleska                   | Irska                   |
| 1953.                   | Engleska                               | Wales                      | Irska                   |
| 1954.                   | Engleska Francuska Wales               |                            |                         |
| 1955.                   | Francuska Wales                        |                            | Škotska                 |
| 1956.                   | Wales                                  | Engleska Francuska Irska   |                         |
| 1957.                   | Engleska                               | Irska Škotska Wales        |                         |
| 1958.                   | Engleska                               | Wales                      | Francuska               |
| 1959.                   | Francuska                              | Engleska Irska Wales       |                         |
| 1960.                   | Engleska Francuska                     |                            | Wales                   |
| 1961.                   | Francuska                              | Škotska Wales              |                         |
| 1962.                   | Francuska                              | Škotska                    | Engleska Wales          |
| 1963.                   | Engleska                               | Francuska Škotska          |                         |
| 1964.                   | Wales                                  | Škotska                    | Engleska Francuska      |
| 1965.                   | Francuska                              | Škotska                    | Wales                   |
| 1966.                   | Francuska                              | Škotska                    | Wales                   |
| 1967.                   | Francuska                              | Engleska Irska Škotska     |                         |
| 1968.                   | Francuska                              | Irska                      | Engleska                |
| 1969.                   | Wales                                  | Engleska Irska             |                         |
| 1970.                   | Francuska Wales                        |                            | Irska                   |
| 1971.                   | Wales                                  | Francuska                  | Engleska Irska          |
| 1972.                   | Wales                                  | Irska Škotska              |                         |
| 1973.                   | Engleska Francuska Irska Škotska Wales |                            |                         |
| 1974.                   | Irska                                  | Francuska Škotska Wales    |                         |
| 1975.                   | Wales                                  | Francuska Irska Škotska    |                         |
| 1976.                   | Wales                                  | Francuska                  | Škotska                 |
| 1977.                   | Francuska                              | Wales                      | Engleska                |
| 1978.                   | Wales                                  | Francuska                  | Engleska                |
| 1979.                   | Wales                                  | Francuska                  | Irska                   |
| 1980.                   | Engleska                               | Irska Wales                |                         |
| 1981.                   | Francuska                              | Engleska Škotska Wales     |                         |
| 1982.                   | Irska                                  | Engleska Škotska           |                         |
| 1983.                   | Francuska Irska                        |                            | Wales                   |
| 1984.                   | Škotska                                | Francuska                  | Wales                   |
| 1985.                   | Irska                                  | Francuska                  | Wales                   |
| 1986.                   | Francuska Škotska                      |                            | Engleska Wales          |
| 1987.                   | Francuska                              | Irska Škotska              |                         |
| 1988.                   | Francuska Wales                        |                            | Engleska                |
| 1989.                   | Francuska                              | Engleska Škotska           |                         |
| 1990.                   | Škotska                                | Engleska                   | Francuska               |
| 1991.                   | Engleska                               | Francuska                  | Škotska                 |
| 1992.                   | Engleska                               | Francuska                  | Škotska                 |
| 1993.                   | Francuska                              | Škotska                    | Engleska                |
| 1994.                   | Wales                                  | Engleska                   | Francuska               |
| 1995.                   | Engleska                               | Škotska                    | Francuska               |
| 1996.                   | Engleska                               | Škotska                    | Francuska               |
| 1997.                   | Francuska                              | Engleska                   | Wales                   |
| 1998.                   | Francuska                              | Engleska                   | Wales                   |
| 1999.                   | Škotska                                | Engleska                   | Wales                   |
| 6 nacija                |                                        |                            |                         |
| 2000.                   | Engleska                               | Francuska                  | Irska                   |
| 2001.                   | Engleska                               | Irska                      | Škotska                 |
| 2002.                   | Francuska                              | Engleska                   | Irska                   |
| 2003.                   | Engleska                               | Irska                      | Francuska               |
| 2004.                   | Francuska                              | Irska                      | Engleska                |
| 2005.                   | Wales                                  | Francuska                  | Irska                   |
| 2006.                   | Francuska                              | Irska                      | Škotska                 |
| 2007.                   | Francuska                              | Irska                      | Engleska                |
| 2008.                   | Wales                                  | Engleska                   | Francuska               |
| 2009.                   | Irska                                  | Engleska                   | Francuska               |
| 2010.                   | Francuska                              | Irska                      | Engleska                |
| 2011.                   | Engleska                               | Francuska                  | Irska                   |
| 2012.                   | Wales                                  | Engleska                   | Irska                   |
| 2013.                   | Wales                                  | Engleska                   | Škotska                 |
| 2014.                   | Irska                                  | Engleska                   | Wales                   |
| 2015.                   |                                        |                            |                         |

### Uspješnost po državama
Osvojeni naslovi (uključujući i dijeljena prvenstva)
- 38 
  -  Wales
- 36 
  -  Engleska
- 25
  -  Francuska
- 22
  -  Škotska
- 21
  -  Irska

## Poveznice
- Službena stranica (engl.)  Arhivirana inačica izvorne stranice od 13. lipnja 2017. (Wayback Machine)